# The Jacksons: An American Dream (ścieżka dźwiękowa)
The Jacksons: An American Dream – soundtrack do filmu The Jacksons: An American Dream.

## Lista utworów
1. Who’s Lovin’ You [Live]
2. Kansas City – Jason Weaver
3. I’ll Be There
4. In the Still of the Night – Boyz II Men
5. Walk on/The Love You Save [Live]
6. I Wanna Be Where You Are – Jason Weaver
7. Dancing Machine
8. Dream Goes On – Jermaine Jackson
9. I Want You Back/ABC [Live]
10. Stay with Love – Jermaine Jackson, Syreeta Wright
11. Never Can Say Goodbye
12. You Are the Ones (Interlude) – 3T
13. Dancing Machine [Remix]